# Haltiajärvi (sjö i Salla, Lappland)
Haltiajärvi är en sjö i kommunen Salla i landskapet Lappland i Finland. Sjön ligger 301,9 meter över havet. Den är 15,5 meter djup. Arean är 55 hektar och strandlinjen är 3,56 kilometer lång. Sjön  ingår i Koundaälvens huvudavrinningsområde.   Den ligger omkring 150 kilometer öster om Rovaniemi och omkring 760 kilometer norr om Helsingfors. 